# 아시아 세기
'아시아 세기'는 특정 인구통계학적, 경제적 추세가 지속된다고 가정할 때, 아시아 정치와 문화의 21세기 지배를 예상한 것이다. 아시아 세기의 개념은 19세기를 영국의 제국 세기로, 20세기를 미국 세기로 구분하는 것과 유사하다.
아시아 개발 은행의 2011년 연구에 따르면 30억 아시아인들이 오늘날 유럽의 아시아인들과 비슷한 생활 수준을 누릴 수 있으며, 이 지역은 금세기 중반까지 세계 생산량의 절반 이상을 차지할 수 있다고 한다. 그러나 그것은 아시아 세기가 미리 정해져 있지 않다고 경고했다.
아시아에서의 통합의 중요성과 강조, 그리고 지역 내 국가들간의 성숙하고 진보적인 관계는 21세기의 창조를 더욱 확고히 한다.

## 기원
1924년 칼 하우쇼퍼(Karl Haushofer)는 "태평양시대, 대서양시대, 지중해시대, 유럽시대를 계승한 태평양시대의 여명을 기다리고 있는 거대한 우주가 우리 눈앞에서 팽창하고 있다"고 일본, 중국, 인도의 성장을 상상했다. '아시아 세기'라는 표현은 1980년대 중후반에 생겨났으며, 1988년 덩샤오핑(PRC) 지도자와 라지브 간디 인도 총리와의 만남에서 비롯된 것으로, 덩은 최근 몇 년간 '다음 세기는 아시아와 태평양의 세기가 될 것'이라고 말해왔다.케이스에 e를 넣다 나는 이 견해에 동의하지 않는다.' 이에 앞서 1985년 미국 상원 외교위원회 청문회에 출석했다. 이 용어는 이후 아시아 정치 지도자들에 의해 재확인되었으며, 현재 언론에서 널리 사용되는 용어이다.

## 이유
2010년 이전의 30년 동안의 아시아의 활발한 경제 성과는 다른 세계의 경제 실적과 비교했을 때 아마도 아시아 세기의 가능성을 위한 가장 강력한 사례가 되었을 것이다. 비록 이러한 경제 실적의 차이가 얼마 동안 인식되었지만, 구체적인 개별적 차질(예: 1997년 아시아 금융 위기)은 광범위한 경기 회복과 일반적인 경향을 숨기는 경향이 있었다. 그러나 21세기 초까지, 이 강력한 아시아 성과가 지속 가능했을 뿐만 아니라 지구상의 힘의 분배를 크게 변화시킬 수 있는 힘과 규모를 보유했다는 강력한 사례가 만들어질 수 있었다. 그 결과로 국제 외교, 군사력, 기술 및 소프트 파워 등 다양한 분야에서 글로벌 리더십이 발휘될 수 있으며, 그 결과 아시아 국가 중 하나 이상이 이를 떠맡게 될 수도 있다.
많은 학자들 중에서, 기쇼어 마흐부바니는 아시아 국가들이 뛰어나게 만든 7개의 기둥을 제공하고 서구 국가들과 양립할 수 있는 가능성을 제공하였다. 7대 축은 자유시장경제, 과학기술, 성과주의, 실용주의, 평화문화, 법치주의, 교육 등이다.
존 웨스트 교수는 '아시아 세기...'라는 책에서 칼날을 썼다.' '다음과 같이 주장한다:
"21세기 동안 인도는 아시아의 주도적인 강국으로 부상할 수 있었다. 이미 인도 경제는 중국이 경제개혁에 대해 진지하게 임하지 않는 한 지속할 수 있는 추세인 중국보다 빠르게 성장하고 있다. 유엔에 따르면 2022년에는 인도 인구가 중국을 추월할 것이며 2100년에는 50% 정도 증가할 수 있다고 한다.
세인트앤드류스대 아시아안보강사인 크리스 오그든 교수는 2019년 "1인당 소득과 인프라 측면에서는 상대적으로 뒤쳐졌지만, 이 재산은 (유엔과 새로운 아시아인프라인베스트 등) 군사, 정치, 제도적 영향력으로 전환된다"고 썼다.아시아 최대 강대국인 멘트뱅크(Mental Bank)는 구조적인 중심성과 중요성을 갖게 될 것이며, 이는 그들을 중요한 글로벌 린치 핀으로 만들 것이다. 기대 인구와 성악가들이 이러한 중요성을 가속화하고 뒷받침하고 있으며, 환경 오염과 부패의 실존적 문제를 극복할 수 있다면, 향후 수십 년 동안 국제 문제의 본질적인 기반이 될 아시아 중심, 중국/인도 중심의 세계 질서가 출현할 것이다."
의 인구 증가는 20세기 후반 이후 크게 둔화되었지만 적어도 21세기 전반까지는 계속될 것으로 예상된다. 21세기 초에 40억 인구로 아시아 인구는 2050년까지 50억 명 이상으로 증가할 것으로 예측된다. 세계인구의 비율이 크게 변화하지 않을 것으로 예상되는 반면, 세계인구의 북미와 유럽의 점유율은 감소할 것으로 예상된다.

### 경제학
주요 동인은 생활수준이 높아짐에 따라 아시아, 특히 중국과 인도의 지속적인 생산성 증가이다. 유럽이나 북미의 생활수준에 완전히 부합하지 않더라도, 아시아는 2050년까지 세계 GDP의 절반을 생산할 수 있을 것이다. 이는 북미와 유럽을 합치면 전 세계 GDP의 절반을 생산했던 냉전 직후와 비교하면 큰 변화다. 아시아개발은행의 2011년 연구는 2050년까지 세계 국내총생산(GDP)에서 거의 두 배인 52%를 차지함으로써 아시아는 300년 전 지배적인 경제 지위를 되찾을 것이다.
아시아 세기의 개념은 아시아 경제가 앞으로 40년 동안 그들의 추진력을 유지할 수 있고, 변화하는 세계 경제 및 기술 환경에 적응할 수 있으며, 지속적으로 비교우위를 창출할 수 있다고 가정한다. 이 시나리오에서 아시아개발은행 아시아 GDP의 2011년 모델링에 따르면 2010년 17조 달러에서 2050년 174조 달러로 증가할 것이라고 한다. 같은 연구에서 아시아개발은행은 7개 경제국이 아시아의 강국 성장을 주도할 것이라고 추정하고 있다. 2011년 8개국과 비교했을 때, 가난한 나라들.
이후 1970년대 후반 중국의 경제 개혁 정책(농장 privatisation에)과 1990년대 초(대부분의 도시들에서)중국 경제는 8시와 10%사이 경제 성장률이 30년간 누려 왔다. 인도 경제는 1980년대 말과 1990년대 초에 비슷하게 느리긴 했지만, 이 기간 동안 평균 4% 정도 상승하기 시작했으며, 2005년에는 8%를 약간 웃돌았고, 2006년에는 9.2%를 기록한 후 2009년에는 6%로 둔화되었다. 2010년에는 8.9%에 도달했다.
이러한 두 가지 발전은 경제의 관리 자유화 정도 정책과 함께 경제에서 벗어나 세계화로 가는 방향(수출과 내부 투자 유치 모두)을 포함했다. 이 자유화와 세계화의 규모는 여전히 논쟁의 대상이다. 그들은 주요 정치 지도자들, 특히 인도와 PRC의 의식적인 결정의 일부였다. 또한, 두 나라의 인구는 25억 이상의 잠재적 시장을 제공한다.이 두 나라의 내부 소비 시장의 발전은 경제 발전의 주요한 기초가 되었다. 이것은 일본과 EU 그리고 심지어 미국과 비교했을 때 중국과 인도의 훨씬 더 높은 국가 성장률을 가능하게 했다. 저렴한 인건비에 기초한 상품과 서비스에 대한 국제적인 비용 우위는 이 두 나라가 세계적인 경쟁 압력을 행사할 수 있게 했다.
동양화(東京化)라는 용어는 동양화(日本化) 관리 기법이 서양으로 확산되는 것을 가리키는 말로 사용되어 왔다.
아시아의 경제 지배력 확대 추세도 최근의 역사적 경제 동향에 대한 추론에 근거하고 있다. 골드만삭스는 브릭스 경제 전망에서 2050년까지 중국 본토가 최대, 인도가 두 번째로 큰 경제 대국이 되는 추세를 GDP 측면에서 강조했다. 보고서는 또 각국이 지배할 산업 유형을 예측해 중국 본토와 인도 등 세계 산업 워크숍, 대서비스 사회 중 하나로 평가하기도 했다'.2009년 기준으로, 새롭게 산업화 된 것으로 여겨지는 대부분의 나라들은 아시아에 있다.
2050년까지 동아시아와 남아시아 경제는 20배 이상 증가할 것이다. 이에 따라 생활수준을 측정하는 데 사용되는 인간개발지수(Human Development Index)가 상승하게 된다. 인도의 HDI는 8.8에 가까워질 것이다. 동아시아는 9.94에 근접하거나 EU와 미국과 같은 서방 국가들의 생활 수준에 상당히 근접할 것이다. 이는 두 사람의 재산 차이를 판별하는 것이 오히려 어렵다는 것을 의미한다. 동아시아와 인도 인구 때문에 그들의 경제는 매우 커질 것이고, 만약 현재의 추세가 지속된다면 인도의 장기 인구는 중국의 두 배에 육박할 수 있을 것이다. 동아시아는 빠르면 2030년에 모든 서방 국가들의 경제를 능가할 수 있을 것이다. 남아시아는 수억의 빈곤층이 중산층으로 계속 올라간다면 곧 따라올 수 있을 것이다.

#### 건설사업
앞으로 몇 년 안에 아시아에서 가장 획기적인 건설 프로젝트가 열릴 것으로 예상된다. 경제력의 상징으로 아시아에는 초고층 빌딩이 세워졌고, 현재 세계 어느 지역보다 많은 프로젝트가 구상되고 있다. 완성된 프로젝트로는 쿠알라룸푸르 페트로나스 타워, 상하이 세계 금융 센터, 홍콩 국제 금융 센터, 대만 타이페이 101, 아랍에미리트 두바이의 부르즈 칼리파, 상하이 타워 등이 있다. 쿠알라룸푸르의 PNB 118이나 다카의 레거시 타워와 같은 미래의 건물들은 더 높아질 것이라 예상했다.

### 문화
문화적으로 아시아 세기는 인도 장르 영화(볼리우드, 평행 시네마), 홍콩 장르 영화(무술 영화, 홍콩 액션 영화), 일본 애니메이션, 한류 등으로. 아시아 문화에 대한 인식은 문명 충돌 논문에서 제안된 것처럼, 훨씬 더 문화적으로 인식되는 세계의 일부일 수 있다. 마찬가지로, 아시아 문화의 확정은 아시아와 아시아 디아스포라 바깥의 아시아인들의 정체성 정치에 영향을 미친다.
TV쇼를 포함한 일본 문화상품은 의심할 여지 없이 미국 관객들 사이에 들어있고 수년째 이어지고 있다. 2003년에 약 230만 명의 사람들이 전세계적으로 이 언어를 공부했다: 90만 명의 한국인, 38만 9천 명의 중국인, 38만 1천 명의 호주인, 그리고 14만 명의 미국인들이 고등 교육기관에서 일본어를 공부한다.
풍수지리서가 논픽션 베스트셀러 1위를 차지했고 풍수지리학교도 늘었다. 주요 은행과 다국적 기업들은 풍수 컨설턴트를 고용하여 그들의 사무실의 구성에 대해 조언한다. 동양의 의학, 치료, 마사지를 보충하고 지압, 침술과 같은 기술에 유리한 전통적인 서양 의학을 거부할 준비가 되어 있었다. 서양에서는 뜸과 시아쓰 같은 풍습이 큰 인기를 끌고 있다. 그래서 사실상 모든 동방무술, 예를 들면 쿵후, 유도, 가라테, 아이키도, 태권도, 검도, 주짓수, 타이치, 치공, 바과, 싱이는 그들의 많은 관련 학교와 보조양식을 가지고 있다.
아시아 요리는 아시아인의 이민과 그에 따른 비아시아인들의 아시아 식재료와 음식에 대한 관심 때문에 서양에서 꽤 인기가 있다. 심지어 영국, 캐나다, 스칸디나비아 또는 미국의 작은 마을에도 적어도 하나의 인도나 중국 음식점이 있다. 북미, 호주 등지에 걸쳐 아시아와 아시아에 영감을 받은 음식을 제공하는 식당들이 문을 열었다. P.F. Chang의 China Bistro와 Pei Wei Asian Dinner는 아시아와 아시아에서 영감을 받은 음식을 제공하는 식당으로 미국 전역과 다른 지역에서도 발견된다. 면류 브랜드인 마기 등 아시아 지역에서도 영감을 받은 식품이 출시됐다. 호주, 뉴질랜드, 아일랜드, 그리고 영국에서는 아시아로부터 영감을 받은 면류로 알려져 있고 독일과 오스트리아에서는 긴 러닝 레인지로 알려진 마기 매직 아시아에서는 중국, 일본, 한국, 인도, 말레이시아, 싱가포르, 인도네시아, 태국에서 발견되는 음식 요리에서 영감을 받은 면류들이 포함되어 있다.
요가는 인도와 아시아의 나머지 지역에서 인기를 얻었고 서양에서 주류문화에 진입했다.
비록 영어의 사용이 계속 확산되고 있지만, 아시아 언어는 대륙 밖에서 가르치고 공부하는 것이 점점 더 인기를 얻고 있다. 중국어에 대한 연구는 그것을 아는 것의 경제적인 이익에 대한 증가하는 믿음 때문에 최근 미국에서 더 많은 관심을 받았다. 여러 나라에서 중국어와 중국문화를 가르치기 위해 문을 연 공자학당의 지원을 통해 장려되고 있다.
2010년 현재 인터넷상에서 중국어가 4분의 1 가까이 사용되었으며, 일본어는 4위, 한국어는 10위로 가장 많이 사용되는 언어로 평가되고 있다. CIA에 따르면, 2020년 현재 중국은 가장 많은 사용자들을 유치했고, 인도는 세 번째, 일본은 여섯 번째, 인도네시아는 열 번째 사용자들을 유치했다.
인도는 세계에서 가장 큰 영화 산업을 가지고 있다. 그리고 인도 영화 산업은 놀리우드와 할리우드보다 더 많은 영화를 제작한다.
20세기 초기에 아주 소수의 사람들이 채식 주의자.이 수치는 영국의 제2차 세계 대전 동안에 주어진 10만 약 50만 이상의 인구가 전체의 0.2퍼센트 주위에 –에서.1990년대까지 이 수치 사이에 4.2%, 영국 인구의 11퍼센트이며 급속히 상승하는 것으로 추산되었다. 포리트와 위너가 관찰한 바와 같이, 최근 1960년대와 70년대 초에 "채식주의자가 되는 것은 독특하게 이상한 것으로 여겨졌다"고 하지만 "이곳은 이제 존경받을 만한 장소이자 흔한 장소이다"라고 말했다.
한류, 특히 K-pop과 한국 드라마가 아시아 밖으로 확산되면서 이러한 수요를 지속할 수 있는 서비스가 구축되었다. Viki와 Drama Fever는 다른 아시아 콘텐츠와 함께 해외 시청자들에게 한국 드라마를 제공하는 서비스의 예이다. SBS PopAsia와 Asian Pop Radio는 K-pop의 확산을 호주 전역에 전파하는 두 개의 라디오 관련 음악 서비스이다. 케이팝 외에도 인도네시아, 태국, 일본, 말레이시아, 싱가포르 등 아시아 대중음악에도 아시아 팝라디오가 총출동하고 있다. 마찬가지로 SBS PopAsia도 K-pop과 연계하여 중국과 일본의 다른 동아시아 대중음악과 어느 정도 동남아 대중음악에 초점을 맞추고 있다. 아시아 관련 콘텐츠의 인기가 높아지면서 'SBS PopAsia'는 중국, 한국, 일본, 인도 등 아시아 출신 뉴스, TV쇼 등 SBS 콘텐츠의 브랜드명이 됐다.
그는 서양에서 동양문화와 철학에 대한 인식과 인기의 증가로 인해 동양의 문화상품들이 이 나라에서 팔리게 되었다. 가장 잘 알려진 불상은 정원에 팔리는 불상부터 집안에 팔리는 물건까지 다양하다. 가네샤와 같은 힌두 신들의 조각상과 음양과 같은 동아시아의 상징물 또한 서구 국가들의 많은 상점에서 판매되고 있다. 호주의 Ishka 체인점은 특히 인도에서 온 많은 아시아 출신 콘텐츠를 판매한다. 그러나 동양 문화재의 판매는 이러한 상품들을 구입하는 많은 사람들이 그 중요성을 이해하지 못하고 있으며 동양주의의 한 형태라고 말하는 등 비판에 부딪혔다.
이모티콘은 일본에서 유래되었고 나중에 아시아의 다른 지역으로 퍼진 모히스는 이제 서구 사회에서 주류가 되었다. 동양의 이모티콘, 특히 일본 이모티콘은 서양에서 온 이모티콘과 함께 서양에서도 인기를 끌면서 두 이모티콘이 혼합된 결과를 낳았다.2006년 연구는 북미 인스턴트 메시징 사용자들이 인도와 동아시아 사용자들보다 이모티콘 사용의 중요성을 훨씬 낮게 평가했다는 것을 보여주었다. 그러나 2010년대까지 2013년 설문조사에 따르면 미국 국민의 74%가 "메시징 앱에서 스티커나 이모지를 사용하십니까?"라는 질문에 긍정적인 반응을 보였다. 인도어 칸나다 등 특정 아시아 언어로 사용되는 이모티콘으로 사용되는 문자는 2채널 등 일본 사이트에서 처음 사용되면서 서구 웹사이트에서 사용할 수 있는 것으로 확산돼 인기를 끌고 있다. 서양 사이트에서 많이 사용하게 된 아시아 출신 문자로는 and와 (간나다 출신), (태국 출신), ((중국 출신), (한국 출신), (일본 출신) 등이 있는데, 이를테면 모두 이모티콘을 만들기 위해 다른 기호와 함께 사용한다.

### 종교
1950년대까지만 해도 저명한 사상사학자였던 크레인 브린튼은 "동양의 지혜에 호소하는 현대 집단"이 사실상 "종교적", "여지적", "서양의 사상과 느낌의 주요 조류"라고 일축할 수 있었다. 그러나 일부 서양인들은 동양의 종교로 개종했거나 적어도 그들에게 관심을 보였다. 비틀즈가 1967년 웨일스의 뱅고르를 처음 따라간 마하리시 마헤쉬 요기(Maharishi Mahesh Yogi)가 그 예이며, 1968년 인도의 초월 명상을 연구했다. 행복의 예술이 베스트셀러가 된 달라이 라마는 뉴욕 센트럴파크나 런던의 웸블리 경기장에서 엄청난 인파를 끌어 모을 수 있다.
어떤 나라에서는 불교가 두 번째로 큰 종교이다. FWBO 있는 서부의, 빠르게 성장하는 큰 불교 기관의.
환생에 대한 믿음은 공식적인 기독교나 유대교의 가르침의 일부가 된 적이 없거나, 적어도 기독교에서는 서기 553년 콘스탄티노폴리스 제2차 공의회에서 근소한 차이로 거부된 이후 공식적인 이단이었다. 그러나 서구 국가들의 거의 모든 여론조사는 이러한 믿음의 상당한 수준을 보여준다. 1940년대에 시행된 "퍼즐링 피플"은 오직 4%의 영국 사람들만이 환생을 믿는다고 제안했다. 몇 년 후 실시된 제프리 고어의 조사는 5%(1955, 페이지 262)에 달했다. 그러나 이 수치는 1967년까지 18%에 도달했고(Gallup, 1993년), 1979년에는 29%로 증가했는데, 이는 이전의 "퍼즐링 피플" 수치보다 6배나 크게 증가한 수치이다. 아일린 바커는 현재 유럽인의 약 5분의 1이 환생을 믿는다고 말했다.
고대 인도에 뿌리를 두고 있으며 힌두교, 불교, 그리고 다른 동양 종교의 핵심 개념인 카르마는 서구 많은 사람들의 문화적 양심에 들어갔다. 1970년 존 레논의 싱글 〈Instant Karma!〉는 서구 세계에서 카르마의 대중화에 기여하고 있으며 오늘날 널리 알려지고 인기 있는 컨셉으로, 유행어와 밈을 만들어 내고 다른 형태의 서구 대중 문화를 이해한다.
아시아에서 매우 인기 있는 명상과 불교 명상은 서양에서 주류를 이루었다.

### 정치
인도의 국제적 정치적 입지는 국제기구와 세계 강대국들 사이에서 높아져 미국과 유럽연합이 이 두 나라와 교류하는 과정에서 보다 적극적으로 움직이게 되었다. 중국은 또한 유엔 안전보장이사회 상임이사국이다. 비록 인도는 상임이사국이 아니지만, 하나 혹은 적어도 더 영향력 있는 지위를 얻을 수 있을 것이다. 일본도 상임이사국이 되기 위해 노력하고 있다. 비록 두 나라의 시도가 다른 아시아 국가들에 의해 반대되지만(즉, 인도의 유치에 파키스탄이 반대하고, 일본의 유치에는 중국, 한국, 북한이 반대하고 있다).
아시아 지역 블록은 21세기에 ASEAN과 다른 기구들을 중심으로 자유무역협정을 기초로 더욱 발전할 수 있을 것이다. 하지만, 아시아 여러 나라의 국가 지도자들 사이에 이 지역에서 PRC의 패권적 야심에 대한 정치적 우려가 있다. 또 다른 새로운 기구인 동아시아 정상회의도 EU와 같은 무역구역을 만들 수 있을 것이다.
러시아의 총리 예브게니 프리마코프(Yevgeny Primakov)는 1983년 인도의 전략가 마드하브 다스 날라파트(Madhav Das Nalapat)에 의해 최초로 수립된 러시아, PRC, 인도의 3국 동맹 구상을 장려했다. 그리고 다극화한 세계의 생각을 지지했다.후진타오 국가 주석의 인도로 가는 2006년 11월 방문은 생각하면서 탄력을 얻고 있는 것 같다.

### 휴먼 캐피털
세계화에 관한 2007년 세계은행 보고서는 "교육 수준 상승도 중요했으며, 아시아 지역의 평균 성장률을 0.75~2%포인트 끌어올렸다"고 지적했다. 양질의 교육을 통한 인적 자본의 급속한 확대는 '더 높은 수명과 경제 성장, 나아가 기관의 질과 사회가 근대 민주주의 국가로 이행할 것인가'를 경험하는 데 큰 역할을 했다.

### 3G(글로벌 성장 발전기)
성장 전망이 가장 유망한 아시아 국가는 방글라데시, 중국, 인도, 인도네시아, 이라크, 몽골, 필리핀, 스리랑카, 베트남이다. 개발도상국 아시아는 인구와 소득증가에 의해 2050년까지 가장 빠르게 성장하는 지역이 될 것으로 예상된다. 11개의 3G 국가 중 9개국이 아시아에서 왔다. 베트남이 세계 성장 발전지수가 가장 높고, 중국이 0.81로 2위, 인도가 0.71로 그 뒤를 잇고 있다.
HSBC 무역신뢰지수(TCI)와 HSBC 무역전망 보고서를 보면, 무역규모가 크게 증가한 국가는 이집트, 인도, 베트남, 인도네시아 등 4개국으로 2025년까지 연간 최소 7.3%의 성장률을 보일 것으로 전망됐다.

### 넥스트 일레븐
넥스트 일레븐은 방글라데시, 이집트, 인도네시아, 이란, 멕시코, 나이지리아, 파키스탄, 필리핀, 터키, 한국, 베트남 등 11개국으로 골드만삭스 투자은행과 경제학자 짐 오닐이 연구논문을 통해 브릭이 될 가능성이 높다고 밝혔다. 21세기 세계 최대 경제대국 그 은행은 2005년 12월 12일에 투자 및 미래 성장에 대한 유망한 전망을 가진 이들 주를 선택했다. 2011년 말, MINT로 알려진 4개 주요 국가(멕시코, 인도네시아, 나이지리아, 터키)는 전체 넥스트일레븐 GDP의 73%를 차지했고, 브릭스 GDP는 13조 5천억 달러였고, MIKT GDP는 3조 9천억 달러였다.

## 아시아 세기의 실현을 위한 도전
아시아의 성장은 보장되지 않는다.지도자들, 특히 다중의 위험과 도전을 관리할 것이다.
- 부와 기회가 상층에 국한된 국가 내 불평등 심화. 이것은 사회적 응집력과 안정을 해칠 수 있다.
- 파키스탄과 같은 많은 아시아 국가들은 사회기반시설, 교육, 정부 정책에 필요한 투자를 할 수 없을 것이다.
- 새로이 부유한 아시아인들이 더 높은 생활 수준을 열망함에 따라 땅, 물, 연료, 식량과 같은 한정된 천연자원을 위한 치열한 경쟁이 일어난다.
- 농업 생산, 해안 인구, 그리고 수많은 주요 도시 지역을 위협할 수 있는 지구 온난화와 기후 변화.
- 중국과 인도의 지정학적 경쟁.
- 만연한 부패가 많은 아시아 정부를 괴롭힌다.[86]
- 고령화가 지속적인 경제 발전에 미치는 직접적인 영향(예: 노동력 감소, 소비 패턴의 변화, 공공 재정에 대한 긴장)[87]

## 비평
아시아의 경제력과 정치력이 점점 강해지고 있다는 전망에도 불구하고, 아시아 세기의 생각은 비판에 직면했다. 여기에는 지속적인 높은 성장률이 특히 중국 본토에서 혁명과 경기침체, 환경문제로 이어질 가능성이 포함됐다.

## 같이 보기
- 아시아 중심주의
- 화평굴기
- 친디아
- 중국의 시대
- 쿨 재팬
- 아시아의 네 마리 용
- 한류 (문화)
- 팍스 시니카
- 역내 포괄적 경제 동반자 협정
- 상하이 협력 기구
- 남아시아 지역 협력 연합
- 다이류
- 아시아의 다섯 마리 호랑이

## 추가 문헌
- 마흐부바니, 키쇼어 (2009) 새로운 아시아 반구: 지구촌 권력의 동양으로의 불가항력적인 이동. 공무  ISBN 9781586486716.

### 기타
연설 및 정치 성명
- "Strong China-India relations to usher in true Asian century: Premier Wen" Comment by PRC Premier Wen Jiabao
- "President Addresses Asia Society, Discusses India and Pakistan" US President George Bush calls 21st century not Asian Century, but Freedom's Century
- "India's power is infinite" PRC Commerce Minister Bo Xilai the future growth and cooperation of India and mainland China, 2006

예측
- NIC 2020 Mapping the Global Future
- BRIC Thesis-pdf
- "Welcome To The Asian Century..." by Jeffrey Sachs

비평
- "China, India Superpower? Not so Fast!" 보관됨 2021-02-27 - 웨이백 머신
- "Asian Century" an editorial contrasting the American Century versus the Asian Century.
- "An all-new flavour? Australia’s Asian Century" 보관됨 2021-06-24 - 웨이백 머신 an article on cultural aspects of the Asian Century on Erenlai.